# 朴在弘
朴 在弘（ぼく ざいこう、パク・チェホン、朝鮮語: 박재홍、1892年（高宗29年 / 明治25年）1月15日　- 1977年2月18日）は、明治から昭和にかけての朝鮮総督府官僚。日本名は増永弘。位階は従五位、勲位は勲四等。

## 経歴
1892年に忠清南道論山郡で生まれた。日本に留学し、早稲田大学講義録を学習し、明治大学法学部選科で講義を受けた。1911年（明治44年）に普通試験に合格し、朝鮮総督府に奉職する。判任官見習として魯城郡臨時雇員を経て、1912年（大正元年）に魯城郡書記に任ぜられた。1914年（大正3年）に青陽郡財務係に転じ、洪原郡庶務係を経て、1919年（大正8年）に洪原郡簡易気象観測所補助員に任ぜられた。1923年（大正12年）に咸鏡南道内務部地方課や社会課勤務を経て、1924年（大正13年）に豊山郡守に昇進し、1927年（昭和2年）新興郡守、1931年（昭和6年）に永興郡守を歴任。1934年（昭和9年）に咸鏡南道理事官兼商工課長に転じ、軍需品調達を進めた。1940年（昭和15年）に創氏改名。その後、京畿道理事官を経て、1942年（昭和17年）に平安南道参与官に昇進。産業部長などを兼任した。1944年（昭和19年）に忠清北道知事に任ぜられ、1945年（昭和20年）に忠清南道知事に転じた。
2004年に韓国で成立した日帝強占下反民族行為真相糾明に関する特別法によって、親日反民族行為者に認定された。